# تاداهیتو موچیناگا
تاداهیتو موچیناگا (持永 只仁 Mochinaga Tadahito, ۳ مارس ۱۹۱۹–۱ آوریل ۱۹۹۹) مشهور به «تاد موچیناگا» یک انیماتور برجسته و پیشگام ژاپنی در سبک «استاپ موشن» بود.
از فیلم‌ها یا مجموعه‌های تلویزیونی که وی در آن‌ها نقش داشته است، می‌توان به «ماجراهای جدید پینوکیو» (۱۹۶۱–۱۹۶۰) اشاره نمود.